# کارل-هاینتس پرودول
کارل-هاینتس پرودول (انگلیسی: Karl-Heinz Prudöhl؛ زادهٔ ۳ دسامبر ۱۹۴۴) قایقران روئینگ اهل آلمان شرقی بود.
وی در مسابقات کشوری و بین‌المللی در مجموع برندهٔ ۳ مدال طلا، ۱ مدال نقره، ۱ مدال برنز شده‌است.